# Wound Creations
Wound Creations és l'àlbum de debut de la banda Amoral.

## Llista de cançons
1. The Verge – 01:47
2. Atrocity Evolution – 06:13
3. Silent Renewal – 02:23
4. Solvent – 04:41
5. The Last Round – 08:40
6. Other Flesh – 05:42
7. Distract – 03:42
8. Nothing Daunted (Gallows Pole Rock 'n Roll) – 08:09
9. Languor Passage – 06:08
10. Metamorphosis – 05:05